# Taça de Portugal de 1999–00
A Taça de Portugal 1999-2000 foi 60ª edição da Taça de Portugal, competição sob alçada da Federação Portuguesa de Futebol.

## Oitavos de Final
| Visitado             | Resultado                  | Visitante      |
| Académica de Coimbra | 0 - 1                      | Moreirense     |
| Boavista             | 2 - 1                      | Felgueiras     |
| Estrela da Amadora   | 1 - 2                      | D. Sandinenses |
| Rio Ave              | 1º: 0 - 0 (a.p.) 2º: 3 - 2 | Naval          |
| Salgueiros           | 1 - 2                      | Fafe           |
| Benfica              | 1 - 3                      | Sporting       |
| Vitória de Guimarães | 3 - 0                      | Gil Vicente    |

## Quartos de Final
| Visitado             | Resultado | Visitante      |
| Porto                | 3 - 0     | Fafe           |
| Rio Ave              | 1 - 0     | Boavista       |
| Sporting             | 1 - 0     | D. Sandinenses |
| Vitória de Guimarães | 0 - 1     | Moreirense     |

## Meias-Finais
| Visitado   | Resultado | Visitante |
| Porto      | 3 - 0     | Rio Ave   |
| Moreirense | 0 - 1     | Sporting  |

## Finais

### Final
| 21 de Maio, de 2000 | Porto  | 1 – 1 | Sporting | Estádio Nacional do Jamor, Lisboa Público: Árbitro: |
|                     | Jardel |       | Acosta   |                                                     |

### Finalíssima
Pelo facto do primeiro jogo da final ter ficado empatado, para desempate jogou uma segunda final, denominada de Finalíssima, para atribuição da taça.
| 25 de Maio, de 2000 | Porto                  | 2 – 0 | Sporting | Estádio Nacional do Jamor, Lisboa Público: Árbitro: Lucílio Batista |
|                     | Clayton 49' · Deco 73' |       |          |                                                                     |

## Campeão
| Taça de Portugal 1999-2000 |
| -------------------------- |
| Porto 10º Título           |